# Along flygplats
Along Airport är en flygplats i Indien.   Den ligger i distriktet West Siang och delstaten Arunachal Pradesh, i den östra delen av landet, 1 700 km öster om huvudstaden New Delhi. Along Airport ligger 240 meter över havet.
Terrängen runt Along Airport är huvudsakligen kuperad. Along Airport ligger nere i en dal. Runt Along Airport är det ganska tätbefolkat, med 80 invånare per kvadratkilometer. Närmaste större samhälle är Along, 0,59 km söder om Along Airport. I omgivningarna runt Along Airport växer i huvudsak städsegrön lövskog.